# Tenkovskaya Sinyaya
Tenkovskaya Sinyaya (en ruso: Теньковская Синяя) es una variedad cultivar de ciruelo (Prunus domestica), de las denominadas ciruelas europeas,
una variedad de ciruela obtenida en el "Instituto de Investigación Agrícola Tártaro". Las frutas tienen un tamaño pequeño, son de forma ampliamente ovalados, con una fuerte capa cerosa, una parte superior redondeada, un pequeño embudo en la base y una sutura ventral débil, color de la piel negro violáceo, y pulpa de color verde, jugosa, de densidad media, de grano fino fibrosa, agridulce, con un sabor satisfactorio.

## Sinonimia
- "Теньковская Синяя",
- "Tenkovskaya Azul",
- "Слива Теньковская Синяя",
- "Sliva Tenkovskaya Sinyaya".[4]

## Historia
'Tenkovskaya Sinyaya' es una variedad de ciruela creada por el equipo de obtentores formado por A.M. Tveritinov y L.A. Sevastyanova en el "Instituto de Investigación Agrícola Tártaro" mediante una polinización libre del 'endrino del Volga'.
'Tenkovskaya Sinyaya' inscrita en el "Registro Estatal en 1988 para la región del Volga Medio.

## Características
'Tenkovskaya Sinyaya' es un árbol de crecimiento bajo, con una copa esférica de densidad media. El follaje es promedio. La corteza en el tronco es áspera, marrón, en las ramas principales es lisa, marrón. Los brotes son delgados, cortos, rectos, con menos frecuencia ligeramente curvados, marrón oscuro, ligeramente pubescentes con pequeñas lenticelas de color gris claro de densidad media. Las hojas son pequeñas, obovadas, con menos frecuencia ampliamente obovadas, verdes, lisas, mate, convexas, con menos frecuencia ligeramente cóncavas a lo largo del nervio principal, glabras, con una punta de hoja fuertemente curvada hacia abajo, una base en forma de cuña, con menos frecuencia ampliamente en forma de cuña, bordes doblemente dentados, en pecíolos cortos, pigmentados, de grosor medio con estípulas lanceoladas, de tamaño mediano que caen en el término medio, las glándulas son pequeñas, raras, de color marrón amarillento, redondeadas, ubicadas tanto en los pecíolos como en la base de la hoja. Las flores son pequeñas, blancas, con pétalos bien abiertos. El estigma del pistilo se encuentra encima de las anteras. La floración comienza en la primera o segunda década de mayo. Es autofértil.
'Tenkovskaya Sinyaya' tiene frutos de tamaño pequeño con un peso promedio de 13,5 gr, de forma ampliamente ovalados, con una parte superior redondeada, un pequeño embudo en la base y una sutura ventral débil; piel de grosor medio, con un pelado medio, con color de la cubierta negro violáceo, con una capa fuerte de pruina blanquecina; no hay puntos subcutáneos; el pedúnculo es de longitud corto y delgado, con la separación de la pulpa es seca; la pulpa es de color verde, jugosa, de densidad media, de grano fino fibrosa, agridulce, con un sabor satisfactorio. Composición bioquímica: contienen13,07% de materia seca, 1,63% de ácidos orgánicos, 6,37% de azúcares.
Hueso es semi adherente, ampliamente ovalado, pequeño, de color marrón claro, con una parte superior y una base romas y puntiagudas, una superficie finamente picada tuberculada, fácilmente separable de la pulpa.
El fruto madura en la tercera decena de agosto, y primera de septiembre. Los frutos son transportables.

## Usos
Los frutos son adecuados tanto para el consumo en fresco como para diversos tipos de procesamiento, entre otros, mermelada, conservas.

## Cualidades
La variedad es de rendimiento medio, moderadamente resistente al invierno. 
Moderadamente susceptible a la clasterosporiosis, la roya y la mosca de sierra viscosa, autofértil y se propaga bien por esquejes verdes en niebla artificial, y moderadamente por brotación. 
Ventajas de la variedad: autofertilidad, bajo crecimiento, fructificación temprana, buen enraizamiento de los esquejes verdes. 
Desventajas de la variedad: frutos pequeños de sabor satisfactorio.